# 侍 (電影)
《侍》（さむらい）是1965年的日本電影，原作為作家郡司次郎正的「侍ニッポン」。本片敘述幕府末期最慘烈的「櫻田門之變」，改編其故事拍攝而成，導演岡本喜八在電影當中不斷出現血腥畫面，來顯示場面的張力。

## 劇情概要
西元1860年2月17日，準備集結32名殺手密謀行刺幕府將軍井伊直弼的星野，因為疑似計畫遭人洩漏，把焦點注意在浪人鶴千代身上，但在期間星野見識到了鶴千代的精湛劍法，於是不斷要求鶴千代加入行動行列。終於到了關鍵的時刻，當櫻田門大開之際，刺客們一擁而上，和侍衛們展開血戰，在雪中的廝殺中，極度瘋狂的鶴千代衝上去刺穿了轎子，迅速砍下井伊的首級，然而鶴千代不知道自己殺的人就是自己的父親...。

## 演員
- 新納鶴千代：三船敏郎
- 菊姬：新珠三千代
- 木曽屋政五郎：東野英治郎
- 栗原榮之助：小林桂樹
- みつ：八千草薫
- 星野監物：伊藤雄之助
- 羽山市五郎：江原達怡
- 増位惣兵衛：平田昭彥
- 板村勝之進：黑澤年男
- 稻田重藏：中丸忠雄
- 一条成久：志村喬
- 藤堂帶刀：藤田進
- 松平左兵督：市川中車
- 井伊直弼：松本幸四郎（日语：松本白鸚 (初代)）

## 製作人員
- 監製：田中友幸
- 導演：岡本喜八
- 編劇：橋本忍
- 音樂：佐藤勝
- 攝影：山田一夫

## 外部連結
- 《侍 （页面存档备份，存于）》在互聯網電影資料庫的連結（英文）

1. .   [2024-10-17]. （原始内容存档于2024-11-27）.